# Casas-Ibáñez
Casas-Ibáñez ist ein Ort und eine Gemeinde (municipio) mit 4.591 Einwohnern (Stand: 2024) im Osten der Provinz Albacete in der Autonomen Region Kastilien-La Mancha im Südosten Spaniens. Sie ist Teil der Comarca La Manchuela.

## Lage und Klima
Casas-Ibáñez liegt etwa 60 Kilometer (Fahrtstrecke) nordöstlich der Provinzhauptstadt Albacete in einer Höhe von ca. 705 m. Das Klima im Winter ist gemäßigt, im Sommer dagegen warm bis heiß; die eher geringen Niederschlagsmengen (ca. 362 mm/Jahr) fallen – mit Ausnahme der nahezu regenlosen Sommermonate – verteilt übers ganze Jahr.

## Bevölkerungsentwicklung
| Jahr      | 1970 | 1981 | 1991 | 2001 | 2011 | 2021 |
| Einwohner | 3829 | 3755 | 3961 | 4174 | 4818 | 4540 |

## Sehenswürdigkeiten

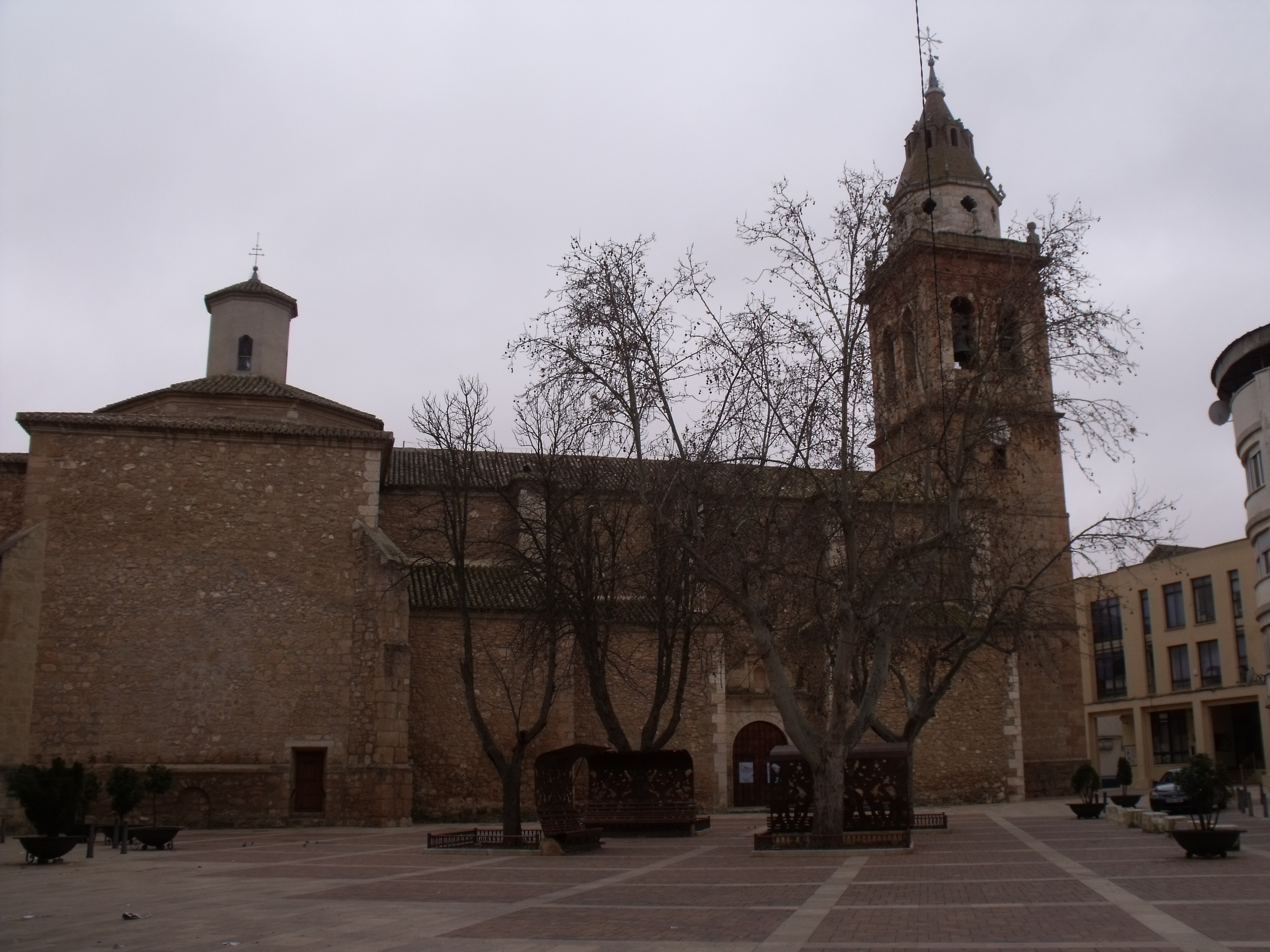
Johannes-der-Täufer-Kirche
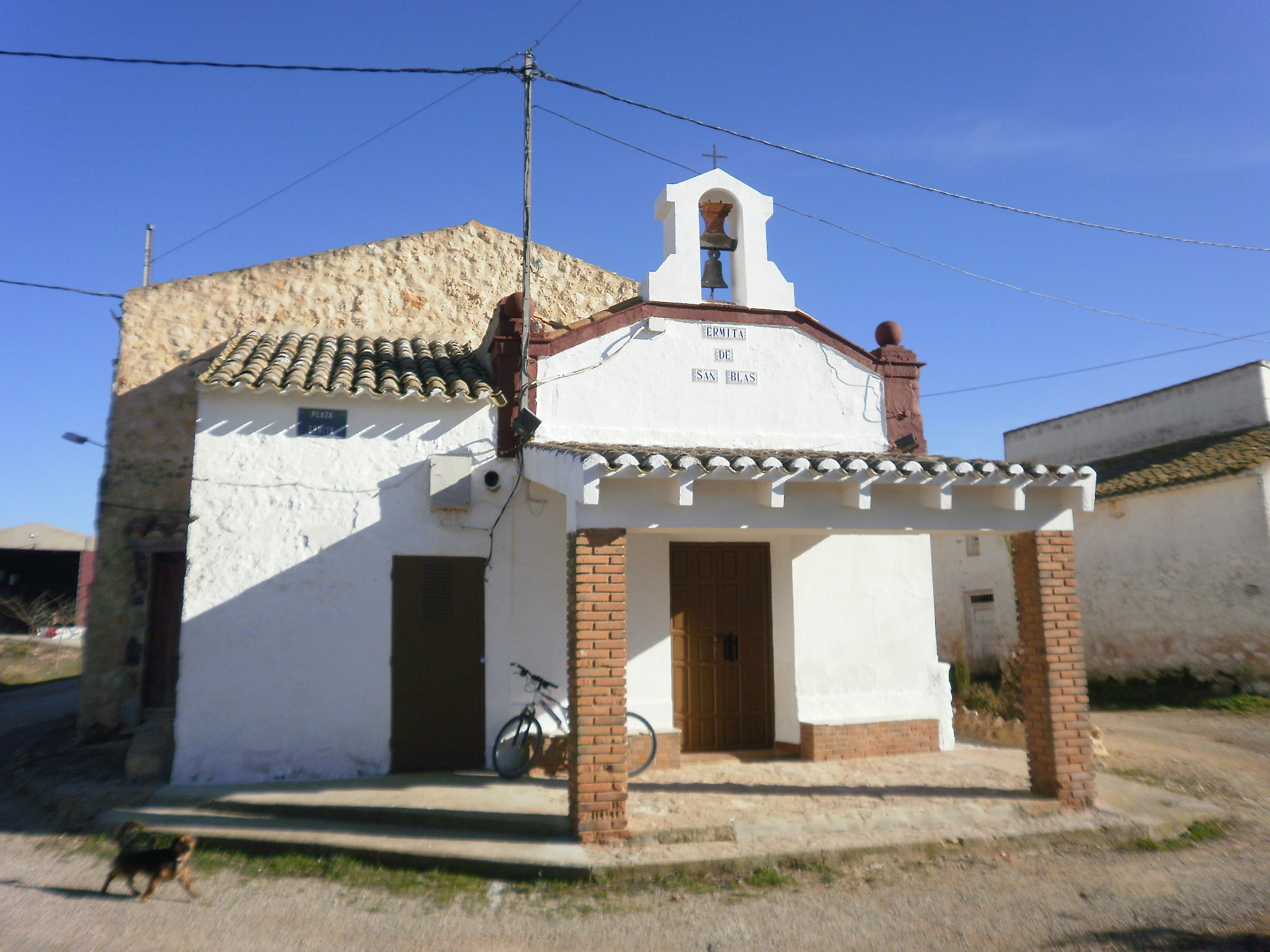
Blasiuskapelle
- Stierkampfarena
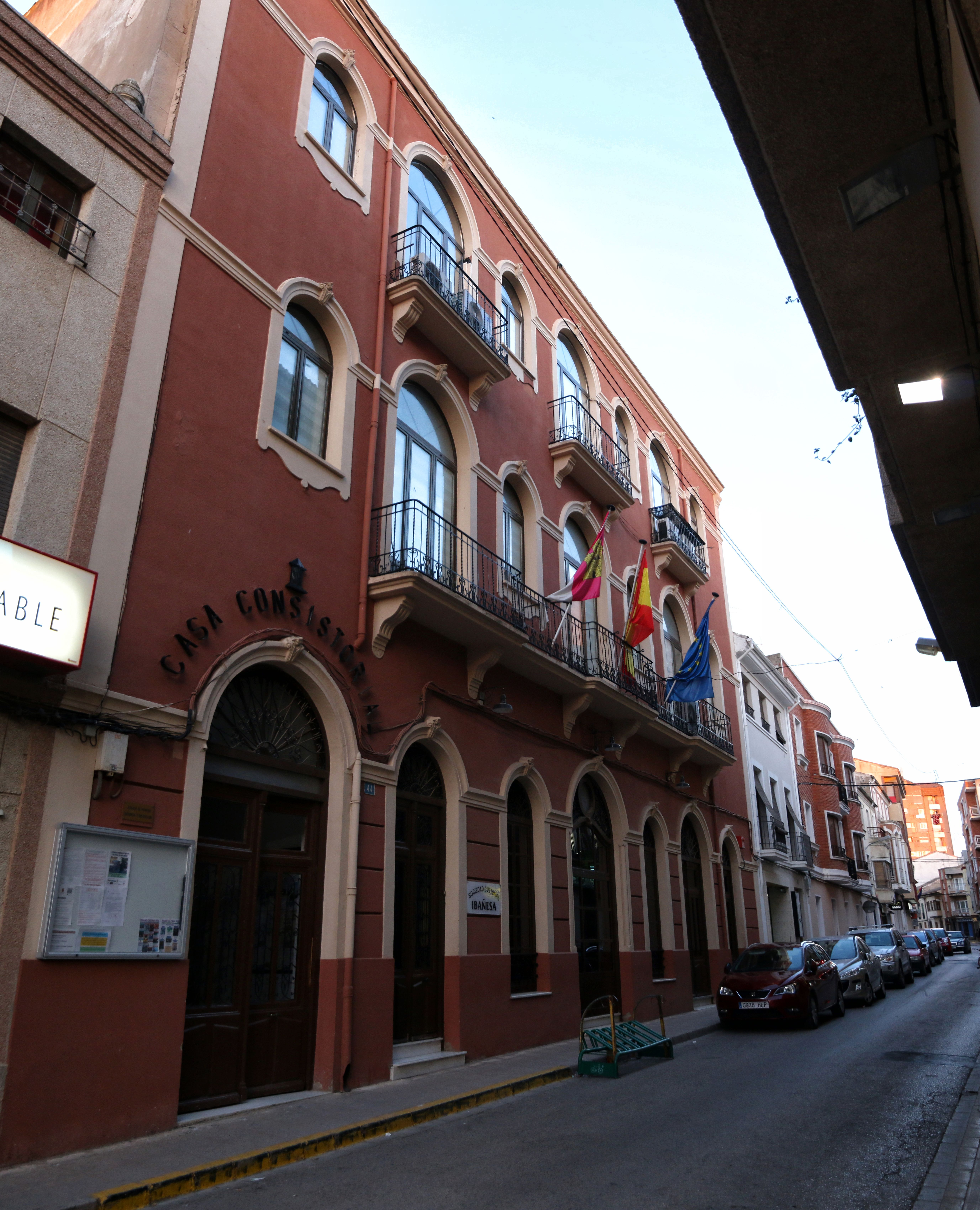
Rathaus

- Johannes-der-Täufer-Kirche
- Blasiuskapelle
- Rathaus

## Persönlichkeiten
- Bonifacio Sotos Ochando (1785–1869), Theologe, Sprachwissenschaftler und Entwickler einer Universalsprache
- José Jara (Künstlername: John O’Hara, 1940–2014), Regisseur